# Кэди, Эмма
Эмма Кэди (англ. Emma Cady, полное имя Emma Jane Cady; 1854—1933) — американская художница, представительница стиля бархатной росписи (трафаретной живописи).

## Биография
Родилась в 1854 году в Ист-Чатеме, штат Нью-Йорк, и была старшей из трёх детей фермера Нормана Кэди (Norman J. Cady).
Занятие Кэди трафаретной живописью было необычно, поскольку этот жанр давно перестал быть популярным. Её работы были обнаружены в 1930-х годах коллекционерами народного искусства Стюартом Халладеем (J. Stuart Halladay) и Херреллом Томасом (Herrell George Thomas), которые предположили, что Эмма Кэди является другой художницей, её тёзкой, жившей в Нью-Лебаноне, штат Нью-Йорк, около 1820 года. Но исследование, проведённое в 1978 году Рут Пивонкой (Ruth Piwonka) и Родериком Блэкберном (Roderick H. Blackburn), установило истинную личность автора найденных работ.
Известны несколько работ Эммы Кэди, в числе которых есть акварели. Только одна из них подписана и датирована. Её работы считаются одними из лучших известных примеров бархатной росписи.
Один из натюрмортов Кэди — Fruit in Glass Compote, находится в коллекции Американского музея народного искусства, которому была подарена Ральфом Эсмерианом (Ralph Esmerian).
Эмма Кэди никогда не была замужем, после смерти родителей она переехала сначала в дом племянника, а затем около 1920 года — в Грасс-Лейк, штат Мичиган, где жила с сестрой семьи до самой своей смерти в 1933 году.